# Championnat de France Pro B de tennis de table 2016-2017
Navigation
Pro B 2015-2016 Pro B 2017-2018
Le Championnat de France Pro B de tennis de table 2016-2017 est la quatorzième édition du Championnat de France Pro B de tennis de table, second niveau des championnats de tennis de table par équipes en France. Il débute le 26 septembre 2016 pour se terminer le 4 juin 2017.

## Championnat masculin

### Classement Général
| Rang | Équipe                  | Pts | J  | V  | N | D  | F | Pp | Pc | Diff |
| ---- | ----------------------- | --- | -- | -- | - | -- | - | -- | -- | ---- |
| 1    | SPO Rouen               | 47  | 18 | 13 | 0 | 5  | 0 | 47 | 25 | +22  |
| 2    | Saint-Denis US 93 TT    | 44  | 18 | 12 | 0 | 6  | 0 | 44 | 24 | +20  |
| 3    | ASTT Miramas            | 40  | 18 | 12 | 0 | 6  | 0 | 40 | 30 | +10  |
| 4    | SU Agen TT              | 37  | 18 | 13 | 0 | 5  | 0 | 37 | 34 | +3   |
| 5    | Metz TT                 | 35  | 18 | 9  | 0 | 9  | 0 | 35 | 39 | -4   |
| 6    | EP Isséenne             | 34  | 18 | 9  | 0 | 9  | 0 | 34 | 32 | +2   |
| 7    | Argentan Bayard         | 35  | 18 | 8  | 0 | 10 | 0 | 33 | 40 | -7   |
| 8    | TTC Nantes Atlantique   | 31  | 18 | 6  | 0 | 12 | 0 | 31 | 43 | -12  |
| 9    | AC Boulogne-Billancourt | 30  | 18 | 6  | 0 | 12 | 0 | 30 | 43 | -13  |
| 10   | Cavigal Nice            | 29  | 18 | 4  | 0 | 14 | 0 | 29 | 50 | -21  |

## Championnat féminin

### Clubs engagés
| Rang | Équipe                   | Pts | J  | V  | N | D  | F | Pp | Pc | Diff |
| ---- | ------------------------ | --- | -- | -- | - | -- | - | -- | -- | ---- |
| 1    | TT Joué-lès-Tours        | 42  | 14 | 14 | 0 | 0  | 0 | 42 | 10 | +32  |
| 2    | Entente Sainte-Pierraise | 31  | 14 | 7  | 0 | 7  | 0 | 31 | 28 | +3   |
| 3    | Saint-Denis US 93 TT     | 30  | 14 | 7  | 0 | 7  | 0 | 30 | 29 | +1   |
| 4    | EP Isséenne              | 29  | 14 | 7  | 0 | 7  | 0 | 29 | 29 | 0    |
| 5    | AS Le Chesnay 78         | 27  | 14 | 6  | 0 | 7  | 1 | 28 | 32 | -4   |
| 6    | Schiltigheim SU TT       | 26  | 14 | 6  | 0 | 8  | 0 | 26 | 31 | -5   |
| 7    | Quimper CTT              | 25  | 14 | 6  | 0 | 8  | 0 | 25 | 33 | -8   |
| 8    | Paris 13 TT              | 17  | 14 | 3  | 0 | 10 | 1 | 18 | 37 | -19  |